# Tetrastigma xizangense
Tetrastigma xizangense är en vinväxtart som beskrevs av Chao Luang Li. Tetrastigma xizangense ingår i släktet Tetrastigma och familjen vinväxter. Inga underarter finns listade i Catalogue of Life.